# Spherillo mactus
Spherillo mactus là một loài chân đều trong họ Armadillidae. Loài này được Wahrberg miêu tả khoa học năm 1922.